# Filemó (actor)
Filemó (en llatí Philemon, en grec antic Φιλήμων) fou un actor grec probablement del segle IV aC.
Aristòtil l'esmenta com l'actor que va portar la part principal en les obres Γεροντομανία ("Gerontomanía" La bogeria dels vells) i εὐσεβει̂ς ("Eusebeis" Homes pietosos) del poeta Anaxàndrides. Aristòtil l'elogia per les seves excel·lents interpretacions i per adaptar i fins i tot millorar el llenguatge emprat.